# Monument nacional (Estats Units)

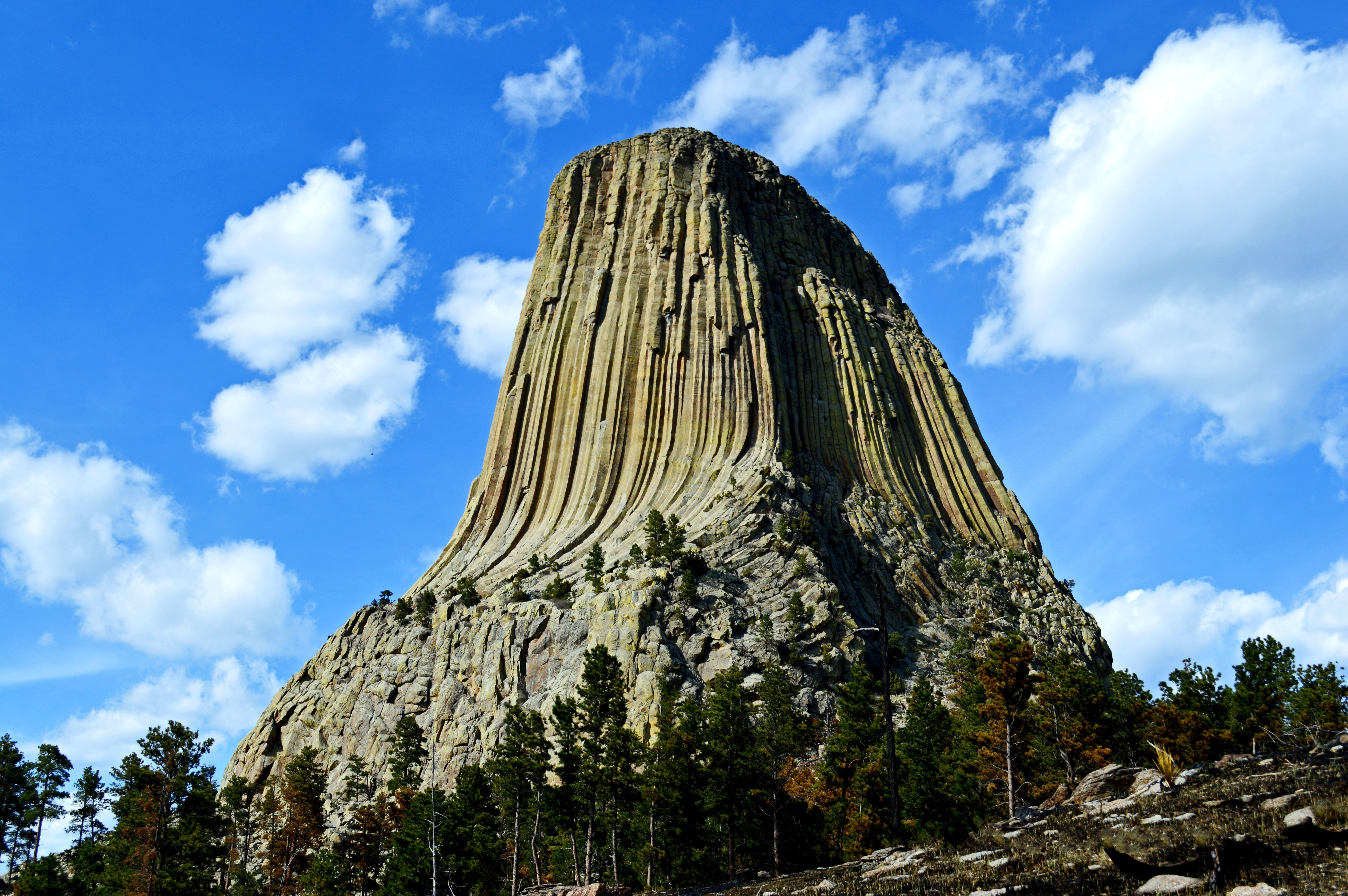
Monument nacional Torre del Diable, Wyoming

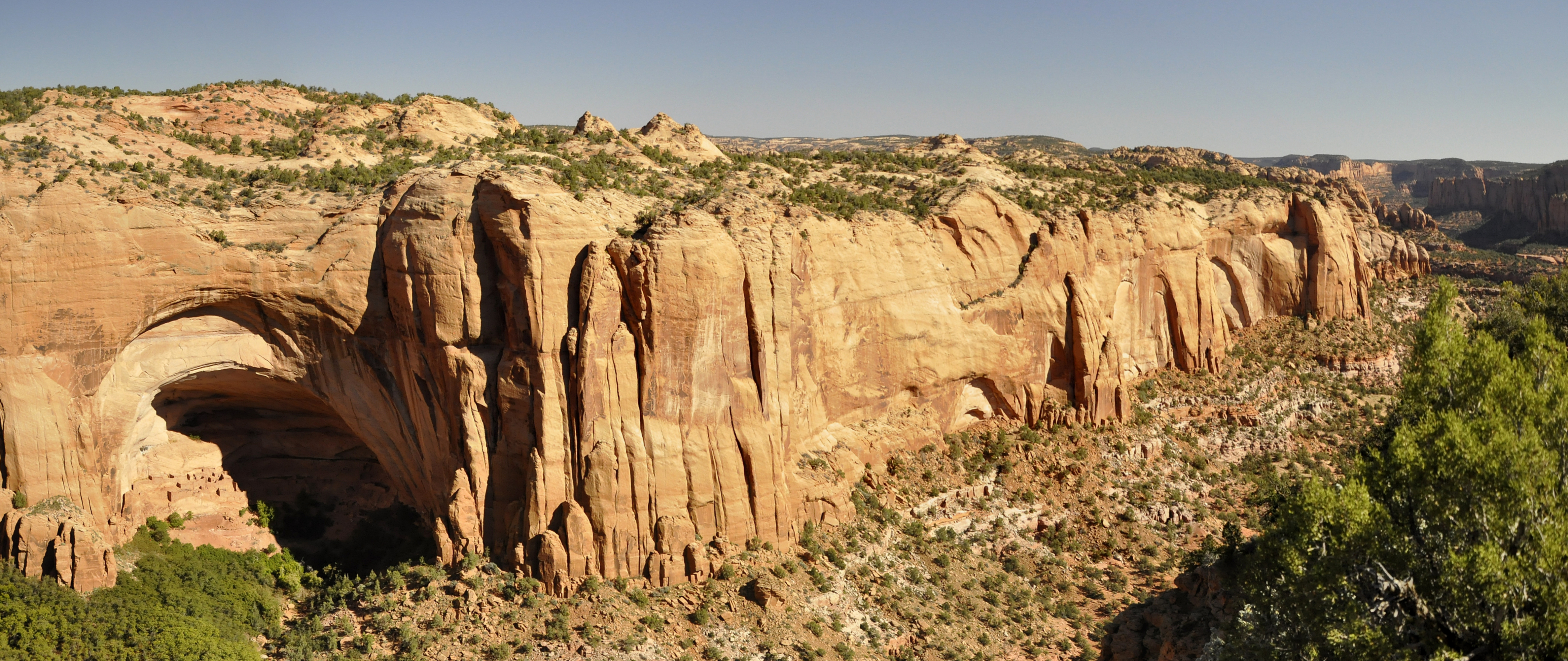
Monument nacional Navajo, Arizona

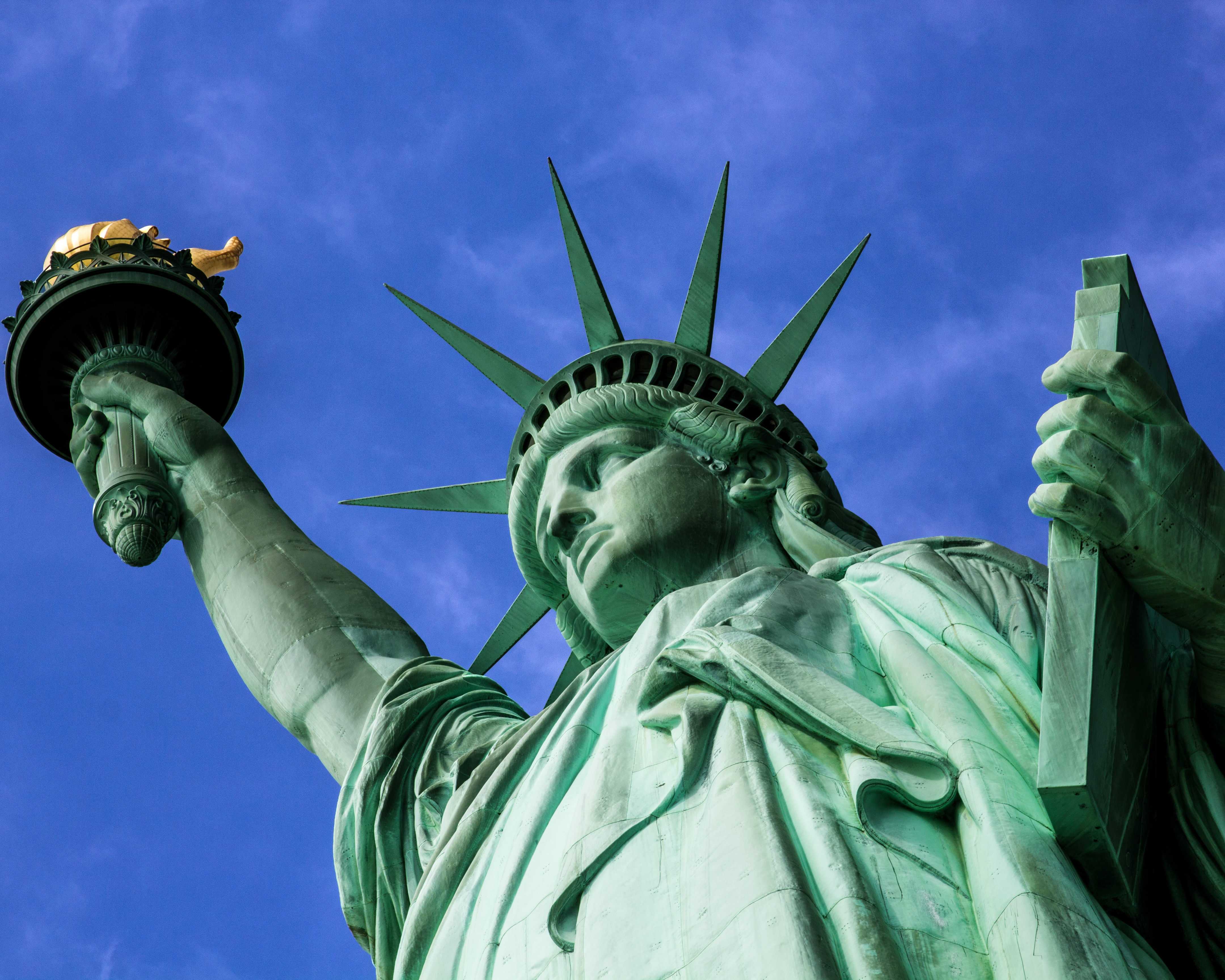
Monument Nacional de l'Estàtua de la Llibertat Nova Jersey i Nova York

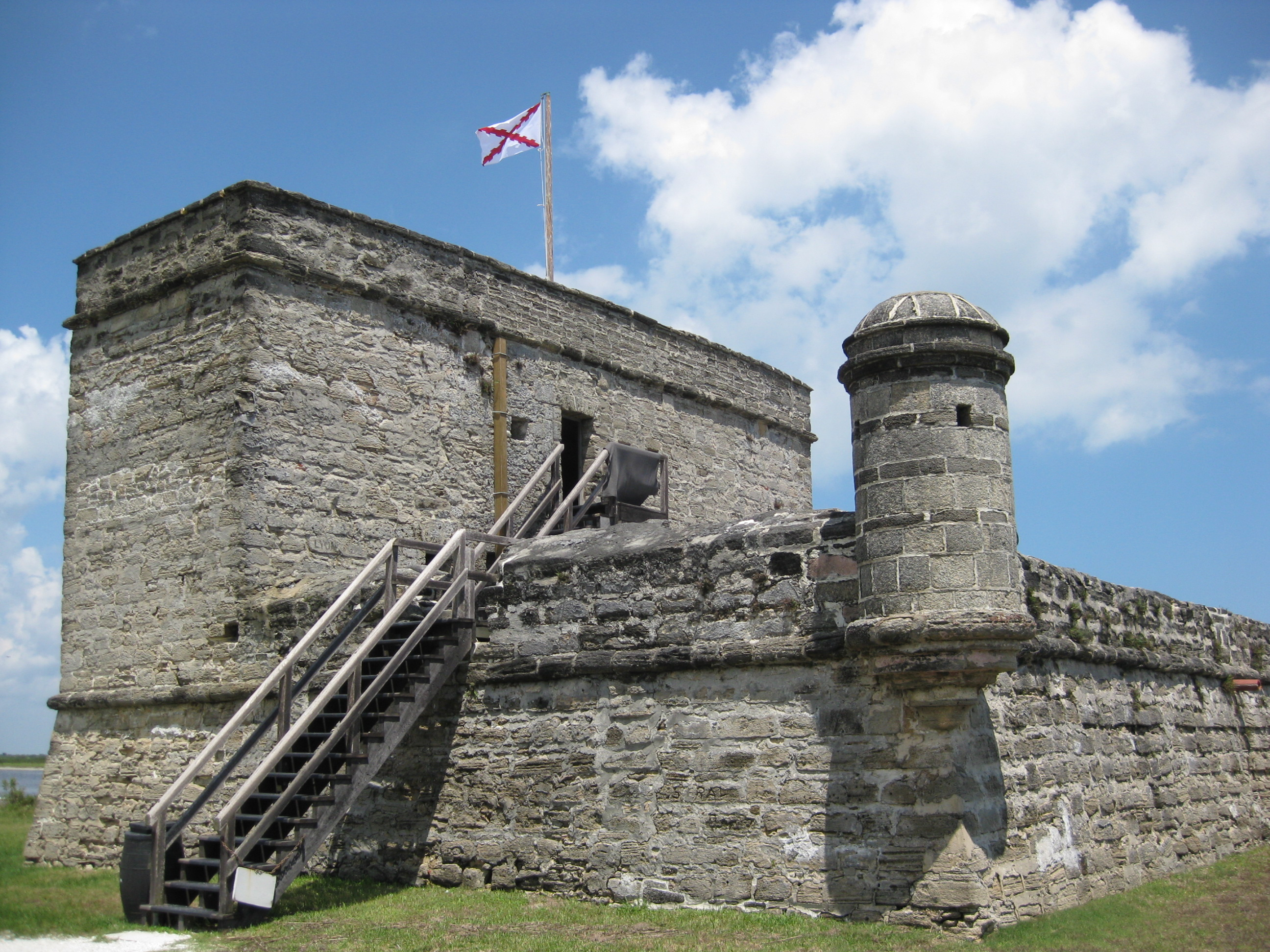
Monument nacional de Fort Matanzas, Florida

Als Estats Units, un monument nacional és una àrea protegida que pot ser creada en qualsevol terreny posseït o controlat pel govern federal per proclamació del President dels Estats Units o per una llei del Congrés. Els monuments nacionals protegeixen una ampla varietat de recursos de caràcter natural i històric, incloent llocs d'importància geològica, marina, arqueològica, i cultural.
Els 129 monuments nacionals són administrats per diverses agències federals: el Servei de Parcs Nacionals, Servei de Boscos dels Estats Units, Servei de Flora i fauna dels Estats Units, l'Oficina d'Administració de Terres, i l'Administració Nacional dels Oceans i de l'Atmosfera (en el cas de monuments nacionals marins). Històricament, alguns dels monuments nacionals van ser dirigits pel Departament de Guerra.
La Llei d'Antiguitats de 1906 dona als presidents el poder de proclamar monuments nacionals per acció executiva. El president Theodore Roosevelt va utilitzar l'acta per declarar la Torre del Diable de Wyoming com al primer monument nacional dels EUA.

## Història
La Llei d'Antiguitats va autoritzar permisos per legitimar investigacions arqueològiques i va establir penes per agafar o destruir antiguitats sense permís. A més, va autoritzar el president per proclamar "llocs històrics, estructures prehistòriques i històriques, i altres objectes d'interès històric o científic" en terres federals com a monuments nacionals, "els límits dels quals en tots els casos seran limitats a l'àrea més petita compatible amb la cura apropiada i administració dels objectes per ser protegits."
Els presidents han utilitzat l'autoritat proclamatòria derivada de la Llei d'Antiguitats no només per crear monuments nacionals nous sinó també per ampliar els existents. Per exemple, Franklin D. Roosevelt va ampliar significativament el Monument nacional dels Dinosaures el 1938. Lyndon B. Johnson va afegir l'Illa Ellis al Monument nacional de l'Estàtua de la Llibertat el 1965, i Jimmy Carter va fer addicions importants a la Badia de les Glaceres i el 1978.

### Principis del segle XX
La Llei d'Antiguitats de 1906 derivava principalment de preocupacions per protegir ruïnes i artefactes dels americans nadius (col·lectivament anomenats "antiguitats") en terres federals en l'Oest americà.
La referència en l'acta a "objectes de ... interès científic" va habilitar el president Theodore Roosevelt per establir com a tal un element geològic natural, la Torre del Diable a Wyoming, el primer monument nacional, tres mesos més tard. Entre els tres monuments que va proclamar el mateix 1906 hi hagué el Bosc Petrificat d'Arizona, un altre element natural. El 1908, Roosevelt va utilitzar l'acta per proclamar més de 800,000 acres (3,200 km²) del Gran Canyó com a monument nacional.
En resposta a la declaració de Roosevelt del monument del Gran Canyó, hi va haver una reclamació davant un tribunal federal, que pretenia que Roosevelt havia excedit l'autoritat de l'Acta de les Antiguitats per protegir un canyó sencer. El 1920, el Tribunal Suprem dels Estats Units s Estats Units va establir per unanimitat que el Gran Canyó era de fet "un objecte d'interès científic o històric" i podria ser protegit per proclamació, establint així un precedent per a l'ús de l'Acta d'Antiguitats per conservar àrees grans. Els tribunals federals de llavors ençà han refusat cada oposició a l'ús del president de l'autoritat de preservació emanada de l'Acta d'Antiguitats, indicant que la llei dona al president discrecionalitat exclusiva sobre la determinació de la mida i la naturalesa dels objectes que vol protegir.

### Mitjans del segle XX
El 1918, el president Woodrow Wilson va proclamar el Monument nacional de Katmai a Alaska, que inclou més d'1,000,000 acres (4,000 km²). Katmai fou posteriorment ampliat a gairebé 2,800,000 acres (11,000 km²) per subsegüents proclamacions de l'Acta d'Antiguitats i que durant molts anys va ser l'espai més gran dins el sistema de parcs nacionals.
El Bosc petrificat, el Gran Canyó, i el parc de les Grans Dunes de Sorra, entre diversos altres parcs nacionals, van ser proclamats originalment com a monuments nacionals i van ser posteriorment designats parcs nacionals pel Congrés.
No hi va haver una oposició substancial fins que el 1943, el president Franklin D. Roosevelt va proclamar el monument nacional de Jackson Hole a Wyoming. Va haver d'acceptar una donació de terres adquirides per John D. Rockefeller, Jr., per afegir-les al monument nacional de Grand Teton després que el Congrés hagués declinat autoritzar aquesta expansió del parc. La proclamació de Roosevelt va generar una tempesta de crítiques al voltant de la idea de fer servir l'Acta d'Antiguitats per circumval·lar el Congrés. Una proposta per abolir el monument nacional de Jackson Hole va ser aprovada pel Congrés passat però fou vetada per Roosevelt. El 1950, el congrés finalment va incorporar la majoria del monument dins el Parc Nacional de Grand Teton, però l'acte que ho feia prohibia l'ús posterior de l'autoritat de la proclamació a Wyoming excepte àrees de 5,000 acres o menys.

### Finals del segle XX i començaments del segle XXI
L'ús més substancial de l'autoritat de la proclamació va arribar el 1978, quan el president Jimmy Carter va proclamar 17 monuments nacionals nous a Alaska després que el congrés havia ajornat una important normativa sobre terres a Alaska. El congrés va aprovar posteriorment una versió revisada de la norma el 1980, incorporant la majoria d'aquests monuments nacionals a parcs nacionals i preserves, però l'acte també va limitar l'ús posterior de l'autoritat de la proclamació a Alaska.
Les proclamacions de Carter del 1978 van incloure Misty Fjords i Admiralty Island en el Servei de Boscos dels EUA i Becharof i Yukon Flats en el Servei de Pesca i Fauna Salvatge, el primer per ser creat fora del Servei de Parcs Nacionals. Els darrers dos van esdevenir refugis nacionals de flora i fauna el 1980.
L'autoritat de la proclamació no va ser utilitzada un altre cop enlloc fins al 1996, quan el president Bill Clinton va proclamar el monument nacional de Grand Staircase-Escalante a Utah. Aquest era el primer monument nacional dirigit per l'Agència d'Administració de Terra. Aquesta acció fou impopular a Utah, i va provocar que es promocionessin normes per restringir-hi en el futur l'autoritat del president, cap dels quals ha estat finalment promulgada. La majoria dels 16 monuments nacionals creats pel president Clinton són dirigits no pel Servei de Parcs Nacionals, sinó per l'Agència d'Administració de Terra com a part del Sistema Nacional de Conservació del Paisatge.
El president George W. Bush va crear quatre monuments nacionals marins a l'Oceà Pacífic, els més grans en el sistema. Són dirigits pel Servei de Pesca i Fauna Salvatge, amb l'Administració Nacional dels Oceans i de l'Atmosfera supervisant la pesca. El president Barack Obama va expandir significativament dos d'ells i va afegir-ne un cinquè a l'Oceà Atlàntic.
El 24 de juny de 2016, el president Barack Obama va designar el Stonewall Inn i àrees circumdants a Greenwich Village, Nova York com a Monument nacional Stonewall, el primer monument nacional que commemora la lluita per drets LGBT als Estats Units. Els seus establiments van incloure molts altres reconeixents a la història del drets civils, inclòs els monuments César E. Chávez, Belmont–Paul Women's Equality i Freedom Riders.
El desembre de 2017, Donald Trump va reduir substancialment la mida de Bears Ears i Grand Staircase–Escalante, llevant la protecció a aproximadament 2.8 milions d'acres on la mineria es podria reprendre. Hi ha tres recursos contra aquesta acció pendents en un tribunal federal, tot i que el nou president Joe Biden ja ha dit que revertirà els canvis.